# Fortnite : Sauver le monde
Pour un article plus général, voir Fortnite.
Ne doit pas être confondu avec Fortnite Battle Royale.
Fortnite : Sauver le monde (Fortnite: Save the World) est un jeu vidéo de survie et de construction en coopération payant développé par People Can Fly et Epic Games. Le jeu est disponible en accès anticipé à partir du 25 juillet 2017 sur Windows, macOS, PlayStation 4 et Xbox One, et la version finale sort le 30 juin 2020.
Le jeu Sauver le monde est composé d'un mode de jeu en joueur contre l'environnement. En septembre 2017, un mode autonome en joueur contre joueur et jouable gratuitement intitulé Fortnite Battle Royale est ajouté au jeu.

## Trame
98% de la population du monde a soudainement disparu, et la population restante subit des conditions météorologiques difficiles. Le ciel couvert de nuages denses, engendre des tempêtes chaotiques qui ont laissé tomber des carcasses, créatures humanoïdes zombies, qui attaquent les vivants. Les survivants ont réussi à construire des champs magnétiques appelés "boucliers anti-tempêtes" pour percer les nuages et réduire les attaques. Ces boucliers sont utilisés pour faciliter la construction de bases de survivants à travers le globe.
Le joueur incarne un commandant Fortnite de l'une de ces bases, ayant pour mission d'explorer les contrées qui ne sont pas protégées par les champs magnétiques afin de trouver des ressources, des survivants et d'autres alliés pour aider à étendre les zones de protection apportées par les boucliers anti-tempête. Il s'agit de trouver un moyen de sauver la Terre pour la ramener à son état normal.

## Système de jeu
Dans le mode de jeu Sauver le monde, Fortnite est présenté comme un jeu de survie en coopération jusqu'à 4 joueurs, de bac à sable et d'exploration, de fabrication d'armes, de construction de structures fortifiées tout en battant des vagues de monstres. En cela, le gameplay se rapproche du genre du tower defense. La construction est le mécanisme principal dans ce mode. Les joueurs peuvent construire et éditer chaque mur de leur fort avec une grille de 3×3, poser des escaliers, des toits et des fenêtres, en les sculptant pour répondre aux besoins particuliers. En raison de cet élément de jeu, le jeu est décrit comme un « Minecraft rencontrant Left 4 Dead » par Tim Sweeney, le fondateur d'Epic Games.
Le terrain et les cartes du jeu sont produits aléatoirement, et donnent aux joueurs une variété d'armes comme des armes étendues comme le fusil de chasse, le pistolet, le fusil de précision et des armes de mêlée comme un katana. Le jeu représente quatre classes différentes, à savoir le ninja, l'aventurier, le soldat et le constructeur. Les classes ont des capacités différentes. Par exemple, la « B.A.S.E. » peut seulement être construit par la classe de constructeur, tandis que la capacité de mêlée de la classe de ninja est bien meilleure que les autres classes, la classe des aventuriers ont des avantages permettant de récolter plus vite des ressources. Les joueurs peuvent aussi détruire des objets environnementaux pour obtenir des ressources. Quand les joueurs obtiennent une orbe jaune, l'attaque exécutée par le joueur devient plus forte et ils gagnent la capacité de rassembler des ressources plus rapidement. Les armes peuvent aussi être fabriquées et les compétences du personnage jouable peuvent être personnalisées via une amélioration.

## Développement
Fortnite est d'abord révélé par Epic Games lors du Spike Video Game Awards de 2011. Donald Mustard, qui travaille pour Epic Games, rappelle en 2017 que cette annonce fut lancée « trois semaines après que nous avons inventé l'idée, avant que nous n'ayons même fait le jeu ».
Pendant le développement de Fortnite, Epic Games mobilise la totalité du personnel du studio polonais People Can Fly, qui avait aidé Epic Games sur des précédents projets et qui a par la suite commencé à devenir leur co-développeur,. People Can Fly a finalement voulu rester un studio indépendant, et continue de soutenir le développement de Fortnite. Gearbox Software aide à distribuer le jeu en version physique.
Fortnite est annoncé comme un free to play en 2014. Une version alpha du jeu est mise en ligne, laquelle est au départ disponible du 2 décembre jusqu'au 19 décembre 2014,. Une version démo pour Mac est dévoilée à la WWDC de 2015, et utilise la technologie Metal d'Apple. Le 30 juin 2020, Epic Games a annoncé que Sauver le monde est sorti de l'accès anticipé, mais ne sera finalement pas gratuit,.

## Accueil

### Ventes et exploitation
Le 26 juillet 2017, il est annoncé que Fortnite s'est vendu à plus de 500 000 copies de précommande.
En juillet 2018, il a plus de 45 millions de joueurs.
En mars 2019, le jeu comptait 250 millions de joueurs.